# 소유즈멀트필름

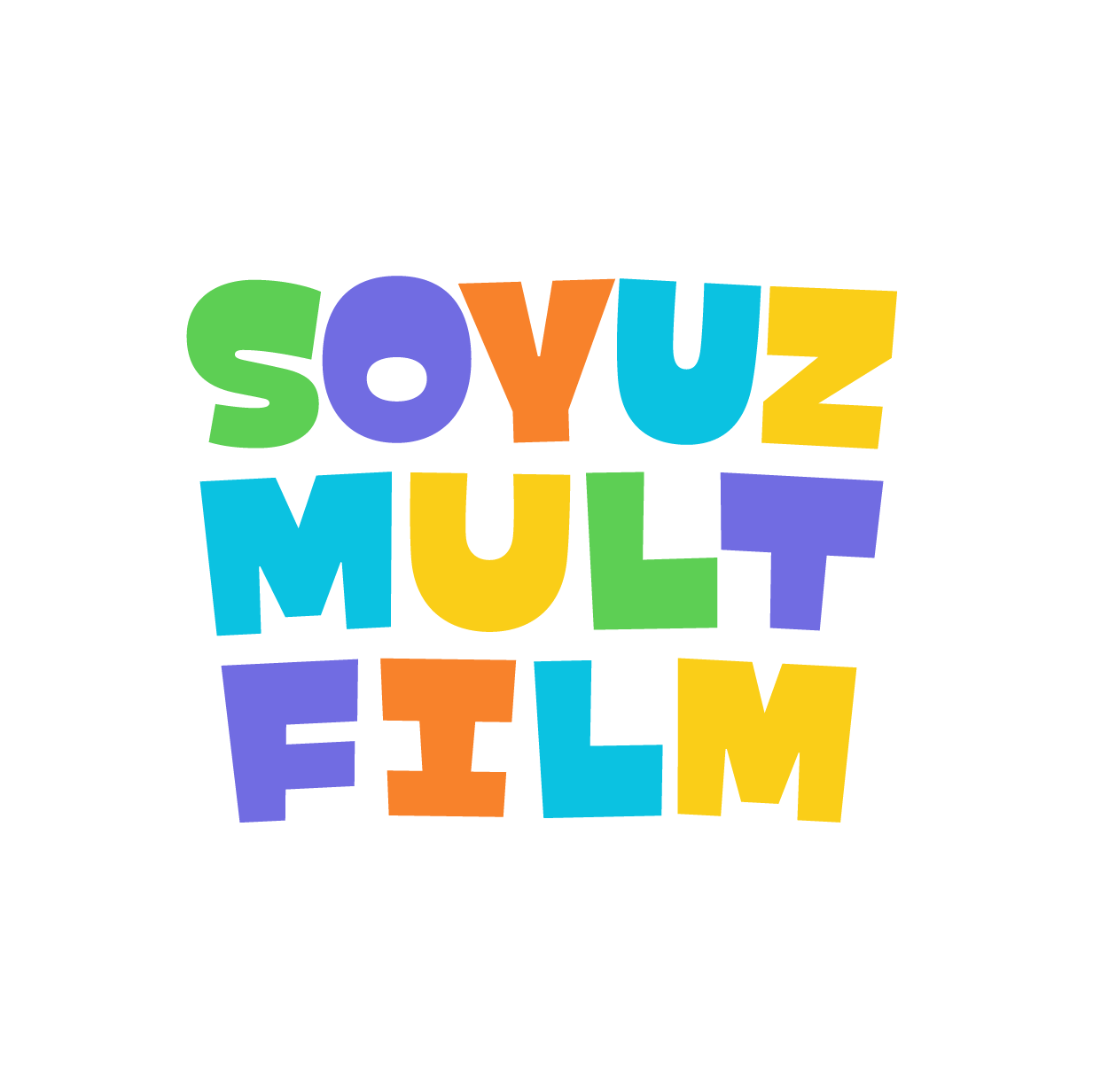

소유즈멀트필름 또는 소유즈물트필름은 1936년, 소련 시기의 러시아에 설립된 애니메이션 스튜디오이다. 2010년대 이후로 과거 만들었던 아동용 애니메이션 'Umka' 등을 리부트하고 있다.

## 제작 작품
- 푸른 운석
- 이야기 속의 이야기

## 같이 보기
- 모스필름
- 렌필름